# Zauberkugel

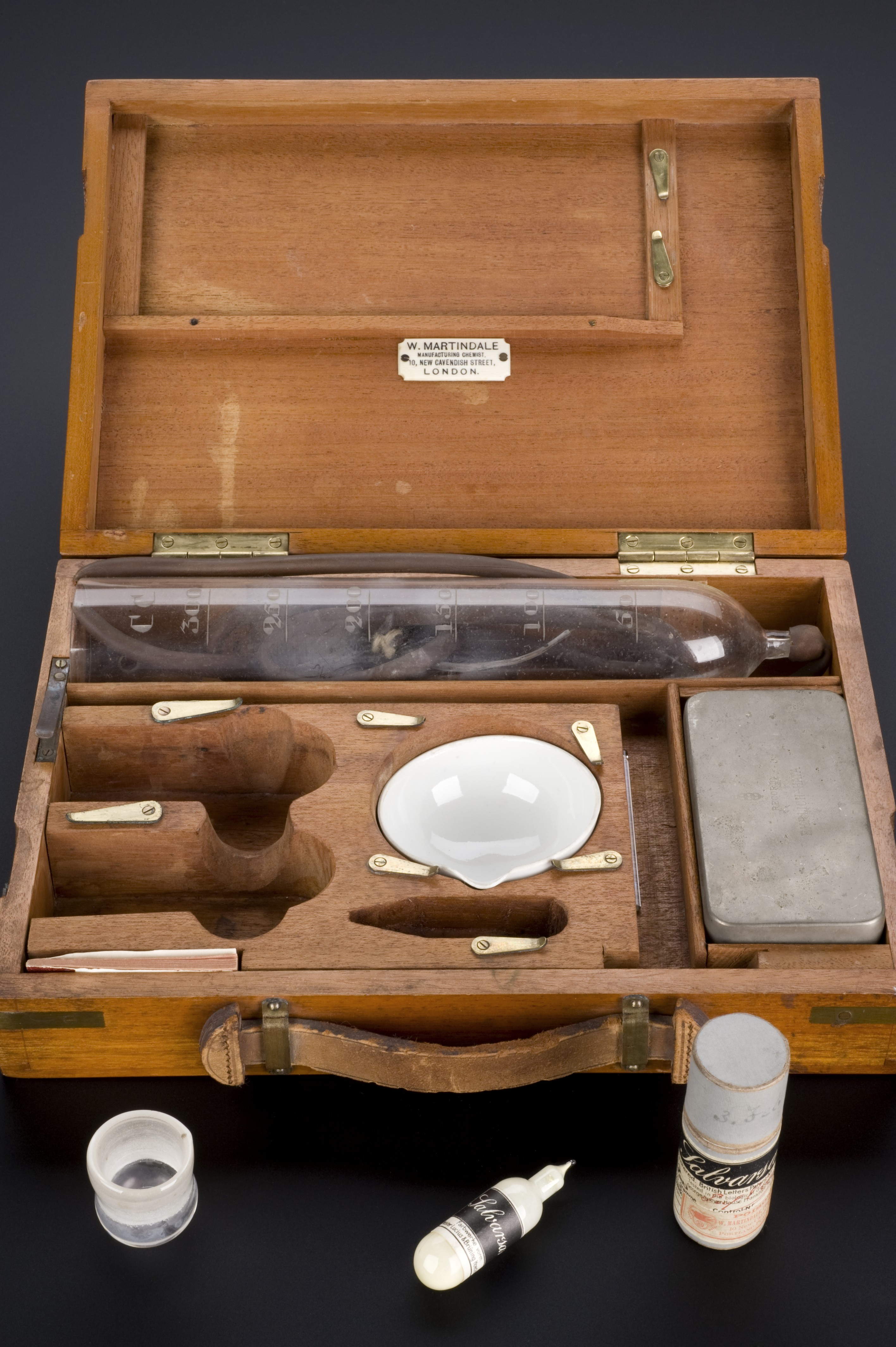
Kit zur Herstellung von Salvarsan, circa 1909–1912

Zauberkugel bezeichnet in der Medizin einen Arzneistoff, der eine Mikrobe im Menschen tötet, ohne dem Menschen zu schaden.

## Eigenschaften
Die Bezeichnung ist eine Analogie zu einer Gewehrkugel, die nur ein bestimmtes Ziel trifft. Die Theorie der medizinischen Zauberkugel wurde 1900 durch den späteren Nobelpreisträger Paul Ehrlich entwickelt. Zu diesem Zeitpunkt waren spezifische Biozide für die meisten Infektionskrankheiten nicht vorhanden. Die Theorie führte zur Entwicklung der ersten wirksamen Behandlungsmethode für Syphilis mit dem Arzneimittel Salvarsan im Jahr 1909 und in Folge zum generelleren Konzept der Therapie mit antimikrobiellen Substanzen.

„Wir müssen chemisch zielen lernen“

Ab 1896 arbeitete Ehrlich mit Shibasaburo Kitasato, dem Entdecker von Clostridium tetani als Erreger des Tetanus, und mit Emil von Behring, der das Diphtherie-Antitoxin entdeckt hatte und 1901 dafür den ersten Nobelpreis für Medizin und Physiologie erhielt. Ehrlich war auch nominiert. Erste Forschungen Ehrlichs nach einer Zauberkugel zielten auf Antikörper ab. Er beobachtete, dass Antikörper gelegentlich nicht ausreichen, um eine Mikrobe zu töten. Das veranlasste ihn, diese Hypothese anschließend zu verwerfen. Im Jahr 1899 wechselte Ehrlich an das Georg-Speyer-Haus in Frankfurt a. M. und wurde 1906 dessen Direktor. Seine Forschungen konzentrierten sich dort zunächst auf Arsenverbindungen und Farbstoffe als antimikrobielle Arzneistoffe. Da Arsen damals in der Öffentlichkeit aufgrund von Vergiftungen berüchtigt war, wurde Ehrlich auch als „Dr. Phantasus“ betitelt.
Ab 1901 untersuchten Ehrlich und Kiyoshi Shiga hunderte Farbstoffe an Mäusen, die mit Trypanosoma equinum infiziert waren, das die Krankheit Mal de Caderas bei Einhufern verursacht, oder mit Trypanosoma brucei, das Nagana auslöst. Dabei hatten sie mit Naganarot erste Laborerfolge mit einem Farbstoff zur Behandlung von Trypanosomeninfektionen. Trypanrot ist ein durch zusätzliche Sulfonsäure-Gruppen wasserlöslicheres Derivat des Naganarots, das ab 1904 zur Behandlung der afrikanischen Schlafkrankheit verwendet wurde. Ab 1905 untersuchte er verschiedene Farbstoffe an Kaninchen, die mit Treponema pallidum infiziert waren, dem Erreger der Syphilis. Salvarsan war die 606. Arsenverbindung, die für die Behandlung der Syphilis in Ehrlichs Labor untersucht wurde.
Die englische Bezeichnung magic bullet prägte Ehrlich 1908 während der Harben Lecture in London. Im selben Jahr erhielt er mit Ilja Iljitsch Metschnikow den Nobelpreis für Medizin und Physiologie.